# Planul Dyle
Planul Dyle (cunoscut și ca Planul D), conceput de generalul francez Maurice Gamelin în 1940, a fost principalul plan de război al armatei franceze pentru respingerea atacului german în timpul operațiunii Fall Gelb. 
Planul a primit numele râului Dyle, care străbate regiunea de sud a Belgiei spre Antwerp. Principalul obiectiv al planului era stoparea înaintării Grupului de Armate B (considerat în mod eronat ca cea mai puternică forța germană și, implicit, ca amenințarea principală împotriva liniilor aliate) în Belgia centrală. Franța semnase un tratat militar cu Belgia încă din 1920 pentru eficientizarea eforturilor în domeniul comunicațiilor și fortificațiilor în eventualitatea unui atac german. În octombrie 1936 însă, Belgia și-a modificat politica într-una de strictă neutralitate, limitând coordonarea planurilor defensive cu Franța. 
Gamelin propusese inițial un plan mai puțin riscant „Planul E (Escaut)”, care prevedea pentru apărarea (cu excepția extremității vestice a Flandrei) bazată pe o serie de fortificații de-lungul frontierei franco-belgiene, nu în interiorul teritoriului belgian. În cele din urmă, Gamelin a decis să adopte Planul D datorită noilor construcții antitanc construite de belgieni de-a lungul râului Dyle și la Gembloux, care ar fi permis o rapidă mobilizare în tranșee a trupelor aliate. Adoptarea Planului Dyle i-a oferit de asemenea Armatei a 7-a franceze posibilitatea să facă joncțiunea cu forțele olandeze prin Breda.  Această opțiune avea să se dovedească a fi una riscantă, de vreme ce Armata a 7-a era de fapt rezerva strategică aliată. În timpul luptelor însă, mult-lăudatele obstacole antitanc Cointet s-au dovedit total ineficiente. Armata I franceză, pe de altă parte, avea să se dovedscă egaala Diviziilor a 3-a și a 4-a Panzer germane, cel puțin până când a fost nevoită să se retragă spre Lille datorită străpungerii frontului francez de către germani în zona de sud a frontului. Comandantul Corpului Expediționar Britanic generalul John Vereker, se aștepta ca militarii săi să aibă la dispoziție două-trei săptămâni de pregătire până când să trebuiască să ocupe pozițiile de pe râul Dyle. În fapt, britanicii au avut la dispoziție doar patru zile.
Când Adolf Hitler a aflat că aliații au ocupat pozițiile de pe râul Dyle, el a jubilat – inamicii căzuseră în capcana germană. Planul D a funcționat practic în favoarea germanilor, care au declanșat atacul principal, așa cum prevedea Planul Manstein, prin Ardeni. Planificatorii germani presupuseseră că aliații urmau să răspundă cu o înaintare în Belgia centrală. BEF și Armatele 1 și 7 franceze au fost încercuite și au înfruntat pericolul anihilării totale. O mare parte a trupelor aliate încercuite pe țărmul Canalului Mânecii a fost evacuată de la Dunkerque în timpul Operațiunii Dynamo. Planul D a fost principala greșeală a planificării strategice aliate și a fost unul dintre factorii decisivi ai înfrângerii aliaților în timpul Bătăliei Franței. Istoricul britanic Julian Jackson consideră că la înfrângerea Franței a contribuit în bună măsură și decizia lui Gamelin de trimitere a rezervei strategice franceze, reprezentată de Armata a 7-a, într-o zonă departată de principala axă a atacului german, ceea ce i-a împiedicat pe aliați să reacționeze rapid și eficient.

## Vezi și
- Linia K-W